# Peppe Romano
Giuseppe Romano, meglio noto come Peppe Romano (Caulonia, 30 novembre 1920 – Roma, 3 giugno 2009), è stato uno scultore italiano, conosciuto nell'ambiente clericale romano, per il quale ha realizzato numerose opere a carattere religioso.

## Vita
È vissuto a Roma dal 1930 e ad Anzio (RM) dal 1991. Proviene da studi classici e di architettura. Già titolare di Corsi Speciali nella Accademia di belle arti di Frosinone e di Scultura in quella parificata di Viterbo. Opera tanto nel campo della grande statuaria in pietra, marmo e bronzo, quanto in quello del collezionismo con opere in metalli preziosi. Membro Accademico della Accademia Universale Burckhardt nel 1980 e Accademico Emerito della Accademia Universale Città Eterna nel 1981.

## Opere
Alcune delle sue più importanti realizzazioni sono:
- a Punta Leano (Terracina, LT), Monumento alla Regina del Lazio (1954, m 18)
- ad Albano Laziale, Centro Internazionale Mondo Migliore (bronzo, m 2)
- al Verano di Roma (bronzo, cm 270)
- a Salerno, fontana monumentale in piazza S. Francesco (bronzo e travertino)
- a Paestum, monumento alla "Madonna della Luna" eretto in occasione dello sbarco degli astronauti (m 5)
- a Chicago, Rosen Square Garden (marmo m 3)
- a Roma, Gruppo bronzeo "La Vita Vince", Ospedale San Filippo Neri

Altre opere significative sono a Nashua, nel Cimitero degli Eroi di Washington, a Bonn, Tolone, Freetown e a Riyadh. Ha realizzato inoltre medaglie commemorative per la Monnaie de Paris (Zecca di Francia) e sculture in argento fuse e distribuite dalla Zecca di Stato Italiana, gioielli e colorati "divertissements". Ha consegnato da molti anni i modelli del portale in bronzo della cattedrale di Velletri (RM) non ancora fuso per difficoltà locali.